# Nexus Q
Nexus Q é um reprodutor de mídia digital desenvolvido pelo Google. Revelado na conferência de desenvolvedores do Google I/O em 27 de junho de 2012, o dispositivo deveria ser lançado ao público nos Estados Unidos logo em seguida por $300. O Nexus Q foi projetado para aproveitar as ofertas de mídia on-line do Google, como Google Play Music, Google Play Movies & TV e YouTube, para fornecer uma experiência "compartilhada". Os usuários podem transmitir conteúdo dos serviços suportados para uma televisão conectada ou alto-falantes conectados a um amplificador integrado, usando seu dispositivo Android e os respectivos aplicativos dos serviços como um controle remoto para enfileirar o conteúdo e controlar a reprodução.
O Nexus Q recebeu críticas mistas dos críticos após sua inauguração. Embora seu design esférico exclusivo tenha sido elogiado, o Nexus Q foi criticado por sua falta de funcionalidade em comparação com dispositivos semelhantes, como a Apple TV, incluindo a falta de suporte para serviços de conteúdo de terceiros, nenhum suporte para streaming de conteúdo diretamente de outros dispositivos usando o padrão DLNA, bem como outros problemas de software que afetaram a usabilidade do dispositivo. O posicionamento de mercado pouco claro do Nexus Q também foi criticado, pois tinha um preço significativamente mais alto do que os players de mídia concorrentes com recursos mais amplos; O colunista de tecnologia do The New York Times, David Pogue, descreveu o dispositivo como sendo "excessivamente construído demais" para suas funções limitadas.
O Nexus Q foi distribuído gratuitamente aos participantes do Google I/O, mas o lançamento do produto ao consumidor foi adiado indefinidamente no mês seguinte, supostamente para coletar feedback adicional. Aqueles que encomendaram o Nexus Q após sua inauguração receberam o dispositivo sem nenhum custo. O Nexus Q foi silenciosamente arquivado em janeiro de 2013 e o suporte para o dispositivo nos aplicativos do Google Play foi eliminado gradualmente a partir de maio de 2013. Alguns dos conceitos do Nexus Q foram reaproveitados para um dispositivo de maior sucesso conhecido como Chromecast, que permite aos usuários para enfileirar conteúdo sem fio para reprodução usando funções encontradas em aplicativos compatíveis, mas é projetado como um dongle HDMI menor com suporte para serviços de terceiros.